# 12407 Riccardi
12407 Riccardi eller 1995 SC2 är en asteroid i huvudbältet som upptäcktes den 23 september 1995 av San Vittore-observatoriet i Bologna. Den är uppkallad efter matematikern Pietro Riccardi.
Asteroiden har en diameter på ungefär 4 kilometer och den tillhör asteroidgruppen Vesta.